# Ignác Alpár
Ignác Alpár (17. ledna 1855, Budapešť – 27. dubna 1928, Curych) byl uherský architekt, představitel budapešťskéhp pozdního historismu a eklekticismu.

## Biografie

### Mládí a studia
Narodil se v Budapešti pod jménem Ignác Schöckl jako druhé dítě z osmi. Jeho matka Maria Eiselleová pocházela z řemeslnické rodiny Wünterbergů, otec Mathias (Matěj) Schöckl byl původem Rakušan ze Štýrského Hradce, majitel prvního truhlářského závodu v Budapešti. Alpár se po skončení základní školy vyučil zedníkem a roku 1873 získal výuční list. Od roku 1874 pracoval v ateliéru architekta a stavitele Alájoše Hauszmanna, který ho povzbudil, aby pokračoval studiem na Stavební akademii v Berlíně, zvané také Schinkelova akademie, podle koncepce a osnov, které pro školu vytvořil architekt Karl Friedrich Schinkel. Alpár zde byl žákem Heinricha Stracka (1805-1880) a tehdejšího ředitele akademie, Richarda Lucaeho (1829-1877).

### Práce
Po ukončení studií nastoupil na praxi, pracoval v různých berlínských ateliérech. V roce 1880 získal ocenění tamní stavební společnosti, tzv. "Schinkelovu medaili". V tomto roce si pomaďarštil své jméno na Alpár. V roce 1881 absolvoval delší studijní pobyt v Itálii a v Tunisu. V letech 1882–1888 byl asistentem Technické univerzity v Budapešti, kde se zdokonaloval v samostatném projektování. Roku 1888 si otevřel vlastní kancelář. Stavěl pak v menších městech, zejména v Transylvánii, ale také v Šoproni, Pécsi a v Bratislavě. Od přelomu století se Budapešť stala jeho hlavním působištěm. V roce 1906 podnikl studijní cestu do Konstantinopole, Sýrie a Palestiny. Inspirace tamní architekturou se v následujících letech promítla do orientálních prvků jeho návrhů fasád.

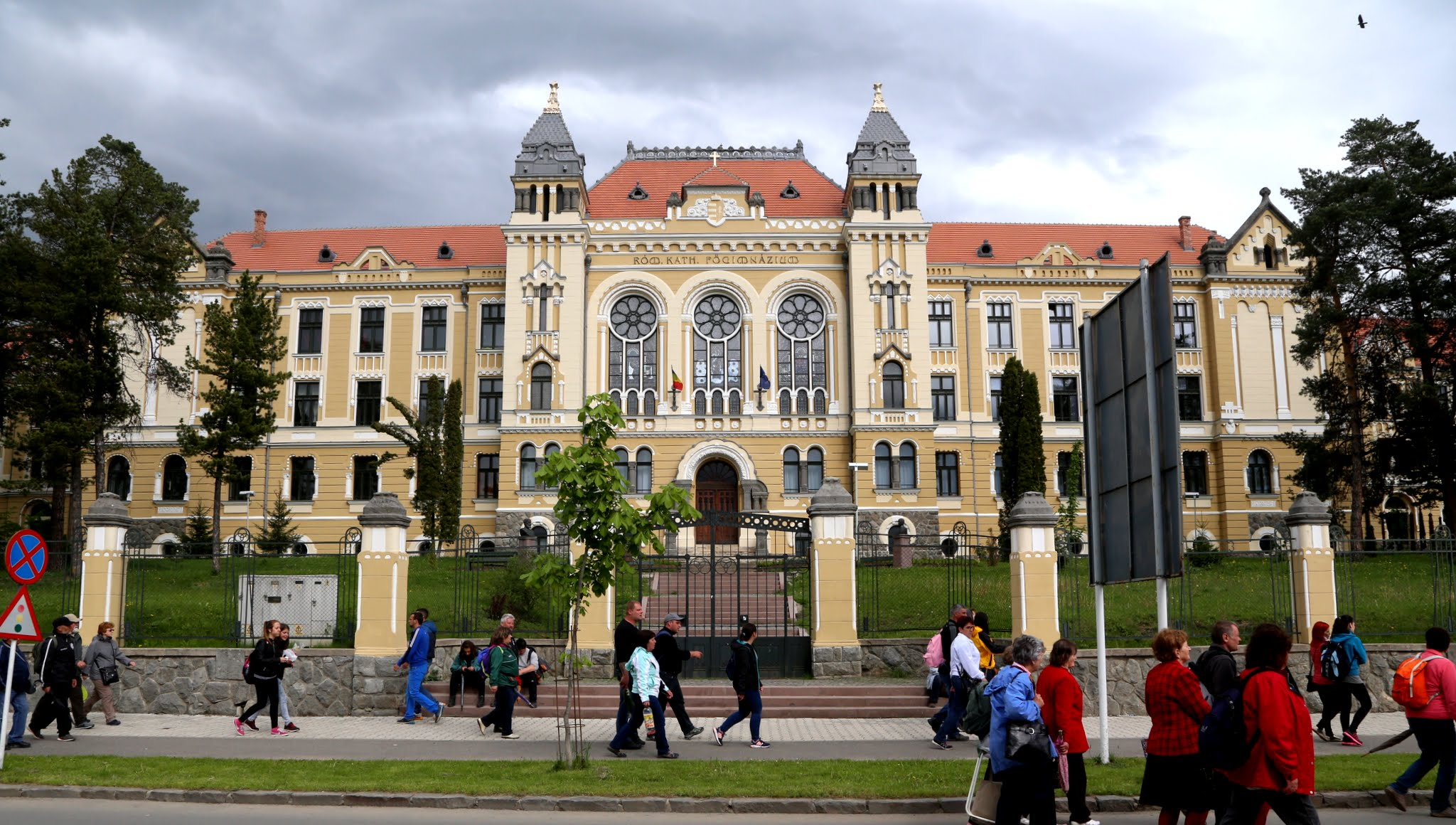
Gymnázium Árona Mártona, Miercurea Ciuc, Sedmihradsko, 1909-1911

### Projekty
První domy podle jeho návrhů byly postaveny v rumunském Semihradsku, v Erdély a Sighisoaře. V roce 1889 za výstavbu lázní "Herkules" získal ocenění Františka Josefa I. V témže roce se oženil s Antonií Orthovou a získal zakázku na výstavbu lázní v Szapáry. Pro své rodné město Roku 1890 se vrátil do Budapešti a otevřel si vlastní projekční kancelář, která se také podílela na úpravách cizích projektů, nebo dílčích technických úkolech. Například spolupracoval na projektu rekonstrukce a dostavby zámku ve Smolenicích.
Do roku 1900 stavěl především menší školy, kostely a nájemní byty v uherském hlavním městě Budapešti, v Sedmihradsku a v Horních Uhrách. V roce 1888 měl vlastní ateliér který stěhoval podle budov, které sám navrhl. Jeho kariéra rychle pokročila a dostal se mezi vůdčí komerční architekty svého období. Svědčí o tom i fakt, že vyhrál 22 z 50 architektonických soutěží.

## Významné stavby v Maďarsku a Sedmihradsku

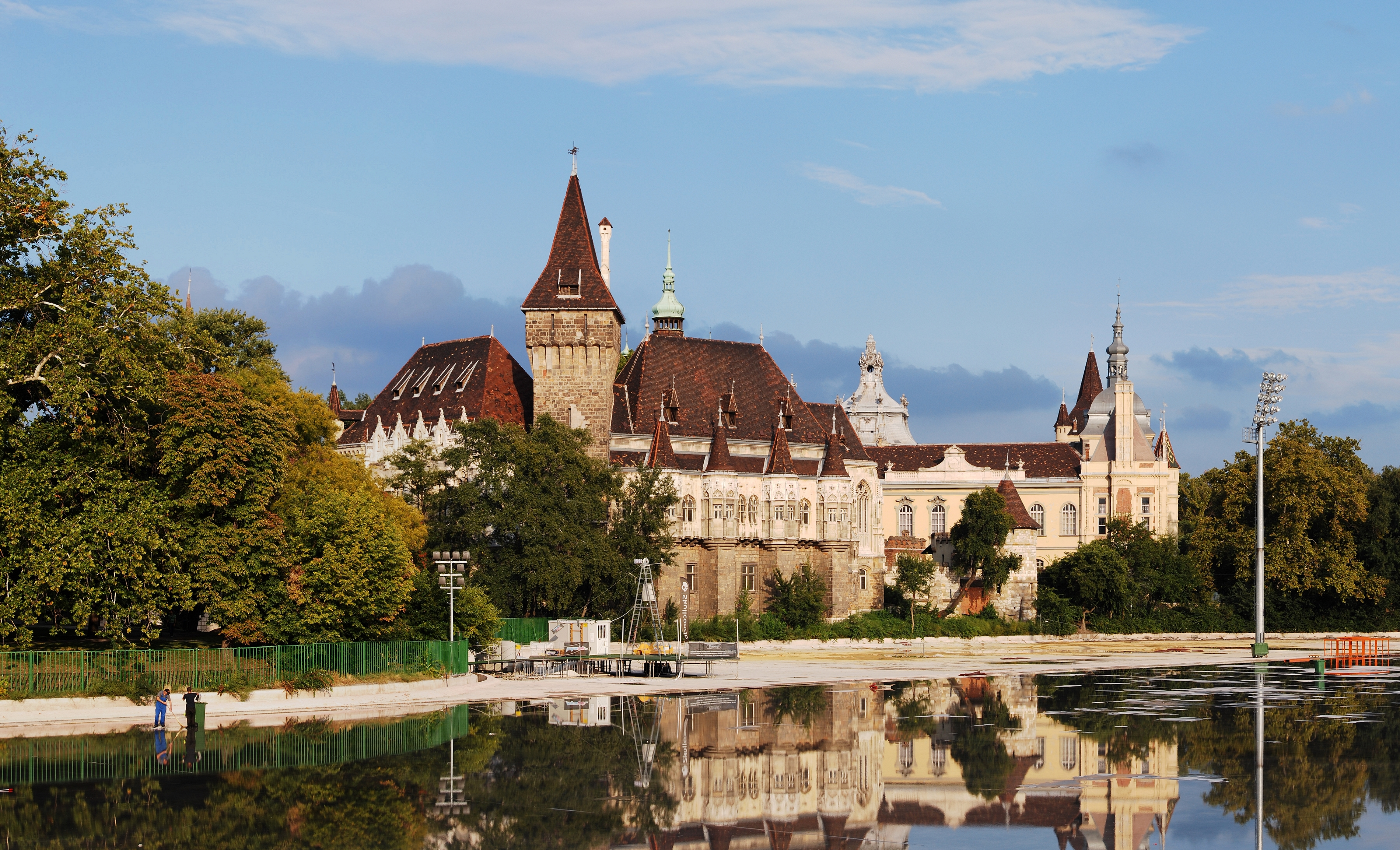
Hradní komplex Vajdahunyad v Budapešti

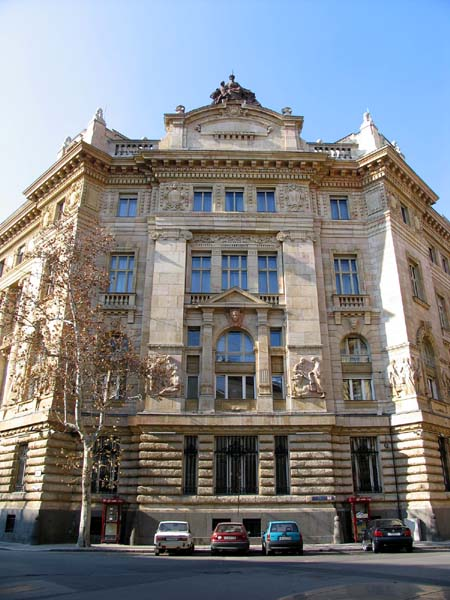
Maďarská národní banka, Budapešť, 1914

Burzovní palác v Budapešti, 1914

- Budova pro výstavu tisíciletí Uherského státu (1892) - projekt spojil čtyři stavební slohy: románský, gotický, renesanci a baroko. Vyhověl tak dobovému vkusu a ideologii maďarskéhou národního obrození, v němž románský sloh rezonoval se zakladatelskou rolí králů dynastie Arpádovců, gotika symbolizovala úspěchy mnohonárodnostní říše za vlády Anjouovců i restauraci porevolučního absolutismu (po roce 1848), renesance byla symbolem vzestupu státu za Matyáše Korvína a posledních Jagellonců. Po výstavě v budově sídlilo Zemědělské muzeum, ale jakožto původně sezónní výstavní pavilón neměla stavební povolení, a proto byla v roce 1899 zbourána. Ministerský předseda Kálmán Darányi se společností architektů pověřili Alpára projektem podobné budovy, situované v městském parku. Má opět symbolický význam nedobytného uherského hradu s kostelem a byla nazvána Vajdahunyad. 9. června 1907 ji slavnostně otevřel rakouský císař František Josef I.
- Rakousko-uherská banka v Budapešti
- Gymnázium Árona Mártona, Miercurea Ciuc (Rumunsko), 1909-1911; do návrhu průčelí se promítla inspirace architekturou Orientu; nyní slouží jako budova vysoké školy
- Burzovní palác v Budapešti (1914): novorenesanční stavba se secesními motivy gryfů na vrcholku věží
- Budapešťská obchodní banka, Maďarská národní banka (1914)
- Pojišťovny Anker, První budapešťská pojišťovna
- Budovy Ministerstva financí a ministerstva vnitra Maďarské republiky

## Stavby na Slovensku
- Vinařská a vinohradnická škola v Matuškově ulici v Bratislavě
- Reálná škola v Zochově ulici v Bratislavě - oproti pompézním budapešťským stavbám má plochou fasádu a redukovanou výzdobu pod vlivem nastupující vídeňské secese, ovlivnila také konstrukci a volbu nových materiálů.
- Dvě gymnázia: v Liptovském Mikuláši a v Trenčíně - dekor z cihel-tvarovek kombinoval s barevné glazovanými obklady v pásech. Průčelí je z režnéhoo zdiva, záklenky z cihel v kombinaci s omítaným hladkým zdivem. Stavební materiály a konstrukce se přiznávaly postupně, nezakrývaly, cihly vytvářely nový geometrický ornament; nyní sídlo hudební a taneční fakulty Vysoké školy múzických umění v Bratislavě.
- Evangelické lyceum v Bratislavě, Palisády č. 57, 1896, běžná budova s barokními štukovými prvky na fasádě
- Kursalon (Piešťany), dvoupodlažní lázeňská budova s atriem, projekt z roku 1894; nyní památkově chráněná budova slouží jako muzeum.
- Zámek Smolenice - byl rekonstruován pro rodinu Pálffyů v novogotickém stylu podle projektu architekta Jozefa Huberta z roku 1877. Na realizaci druhé etapy projektu mnichovského architekta Paula Reitera se v letech 1888-1911 podílel také Ignác Alpár.
- Uherská královská státní hlavní reálná škola v Žilině - návrh přepracovali: Alpariho švagr Ambrus Orth a Emil Somló, kteří v Alpárově ateliéru začínali, poté si založili společný ateliér.[1]

## Charakteristika tvorby
Alpárova raná díla mají typické znaky historismu a berlínské Schinkelovy školy. Veřejné budovy mívají klasické průčelí s vysokým sloupovým řádem. Mísí se v nich stavební typy, články a výzdobné prvky gotiky, renesance a baroka. Od přelomu století na některých stavbách začal používat principy a prvky secese. Jeho ateliér realizoval celkem 126 staveb, ale převážně to jsou vily, řadové činžovní domy nebo školy. Vynikají mezi nimi veřejné budovy: především hrad Vajkdahunyád, dále banky, burzovní palác, pojišťovny, kostely, divadla, radnice i lázně.
Jeho celoživotní tvorbu připomínají: bronzový pomník, pamětní tabule na budově Vajdahunyadu v Budapešti, jeho jméno nese několik ulic v Maďarsku.